# Champagné
Champagné is een gemeente in het Franse departement Sarthe (regio Pays de la Loire). Champagné telde op 1 januari 2022 3.680 inwoners. De plaats maakt deel uit van het arrondissement Mamers en van het gemeentelijk samenwerkingsverband Communauté Urbaine de Le Mans Métropole.

## Geschiedenis
De plaats werd voor het eerst genoemd in 958. De plaats ontstond aan een natuurlijke oversteekplaats over de Huisne. Hier werd ook een militaire versterking gebouwd. Aan het einde van de 11e eeuw werd vanuit de Abdij Saint-Vincent van Le Mans hier een priorij gesticht. Champagné was een landbouwdorp met vooral wijnbouwers, maar er was ook artisanale nijverheid. Er waren leerlooiers, wevers en andere ambachtslieden. Rond 1500 liet kardinaal Philippe de Luxembourg een stenen brug bouwen over de rivier.
Rond 1800 maakten de wijngaarden stilaan plaats voor appelboomgaarden. Champagné werd bekend voor zijn cider. In 1854 werd een textielfabriek geopend, die in 1920 de deuren sloot. De 16e-eeuwse stenen brug werd vervangen in 1891 door een metalen brug.
In 1795 trokken opstandige chouans door Champagné en richtten er vernielingen aan.
Op 11 januari 1871 werd op het grondgebied van de gemeente de Slag bij Le Mans uitgevochten. Tijdens deze veldslag van de Frans-Duitse Oorlog werd het Franse Tweede Leger van de Loire verslagen door de Pruisen. Het militaire kamp Auvours met de Caserne Martin des Pallières werd opgericht in 1878 en ligt grotendeels op het grondgebied van deze gemeente. Tijdens de Eerste Wereldoorlog waren Belgische militairen hier gekazerneerd. Zestig van hen stierven hier aan de gevolgen van de Spaanse griep en werden begraven op de militaire begraafplaats (cimetière militaire belge).

## Geografie
De gemeente ligt op het Plateau van Auvours. Het dorpscentrum ligt op 64 meter hoogte. De Huisne stroomt door de gemeente.
De oppervlakte van Champagné bedroeg op 1 januari 2022 13,94 vierkante kilometer; de bevolkingsdichtheid was toen 264 inwoners per km².

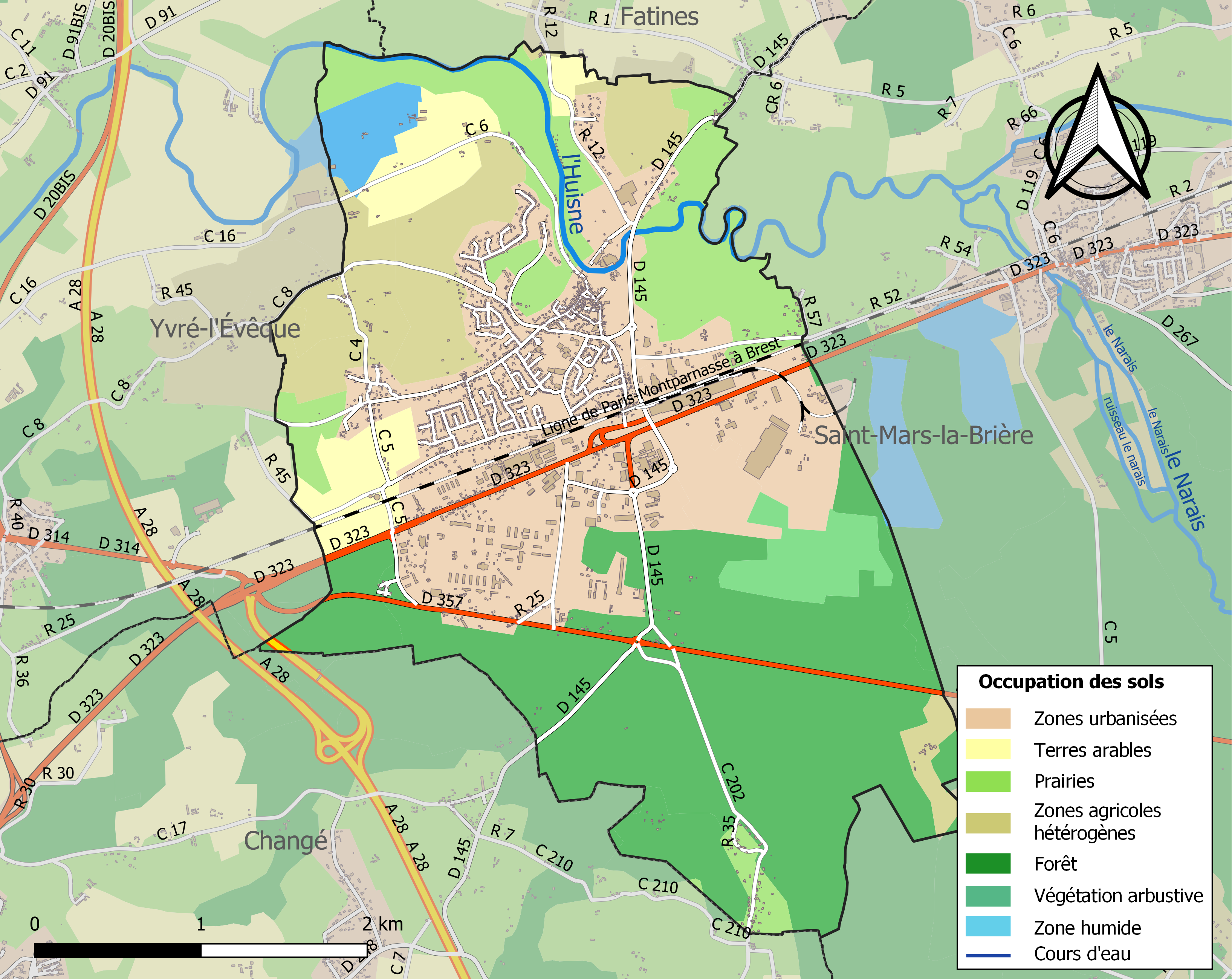
Kaart van de gemeente met belangrijkste infrastructuur, bodemgebruik en omliggende gemeenten

## Verkeer en vervoer
In de gemeente ligt spoorwegstation Champagné. De autosnelweg A28 loopt ten westen van de gemeente.

## Demografie
Onderstaande figuur toont het verloop van het inwonertal (bron: INSEE-tellingen).